# Neanthes flavipes
Neanthes flavipes är en ringmaskart som beskrevs av Ehlers 1868. Neanthes flavipes ingår i släktet Neanthes och familjen Nereididae. Arten har ej påträffats i Sverige. Inga underarter finns listade i Catalogue of Life.